# Bălți trolibuszvonal-hálózata
Bălți trolibuszvonal-hálózata egy trolibuszvonal-hálózat, amely Moldovában található.

## Története
A hálózatot 1972-ben nyitották meg. A hálózat működését 2001 áprilisától augusztusig szüneteltették. A 150 és 151-es pályaszámú ZiU-10-es trolibuszt szólóvá rövidítették. 2013-ban 23 új trolibuszra írtak ki pályázatot.

## Járművek
- 23 db - BKM 321
- 11 db - Dnipro T203
- 3 db - BKM 20101
- 6 db - ZiU-9
- 1 db - Škoda 14Tr
- 1 db - ZiU-10 (Szólóvá alakítva)[2]

## Vonalak
- 1:  mikroraion Molodovo — Aeroport
- 2:   Aeroport — mikroraion Dachiia
- 2A:  Trolleibusnoe upravlenie — Severnyi vokzal
- 2C:  Тsentr — Rynok Baidukova
- 3:  Miasokombinat AO BESSARABIIa NORD — Aeroport
- 4:  Skul-ptura Gostepriimstvo — Magazin Line
- 6:  Miasokombinat AO BESSARABIIa NORD Novoe Kladbishche —  Severnyi vokzal cherez nizhnii BAM